# Cyriogonus rutenbergi
Cyriogonus rutenbergi là một loài nhện trong họ Thomisidae.
Loài này thuộc chi Cyriogonus. Cyriogonus rutenbergi được Ferdinand Karsch miêu tả năm 1881.